# Parasite
"Parasite" är en låt av KISS från deras andra studioalbum Hotter Than Hell, utgivet den 22 oktober 1974. Låten är skriven av Ace Frehley.
"Parasite" hette från början "Parasite Lady" men ändrades lagom till Hotter Than Hell-inspelningarna. Frehley hade inte mycket att göra med låtskrivandet i KISS men bidrar med tre låtar på albumet, förutom "Parasite", "Comin' Home" och "Strange Ways". Frehley var här fortfarande för osäker på sin sångförmåga och lämnade återigen över mikrofonen till Gene Simmons. Frehley spelar förutom gitarr även elbas på låten.
"Parasite" spelades 1974–1975 och åter 1992–1995.